# Urrácal
Urrácal ist ein Ort und eine spanische Gemeinde in der Comarca Valle del Almanzora der Provinz Almería in der Autonomen Gemeinschaft Andalusien. Die Bevölkerung von Urrácal bestand im Jahr 2024 aus 350 Einwohnern. Neben dem Hauptort Urrácal gehört die Ortschaft Agua Amarga zur Gemeinde.

## Geografie
Urrácal liegt im Landesinneren der Provinz Almería, an den Ausläufern der Sierra de las Estancias, in einer Höhe von ca. 735 m. Die Provinzhauptstadt Almería liegt in etwa 88 Kilometer südlicher Entfernung.

## Bevölkerungsentwicklung
| Jahr      | 1970 | 1981 | 1991 | 2001 | 2011 | 2021 |
| Einwohner | 478  | 402  | 328  | 340  | 336  | 369  |